# Ашберн (Виргиния)
Ашберн (англ. Ashburn) — статистически обособленная местность в округе Лаудон, штат Виргиния. По данным переписи 2010 года, численность населения составляла 43 511 человек. Город находится в 48 км к северо-западу от Вашингтона и является частью Вашингтонской агломерации.

## История
Изначально поселение называлось Фармвелл. Так назвал поселение Джордж Ли III в октябре 1802 года, чтобы описать 5 км² плантаций, которые он получил в наследство от отца, Томаса Лудвелла Ли II. Участок Фармвелл располагался к западу от Ашберн-Роуд и был приобретён в 1841 году Джоном Дженни, квакерским адвокатом, который чуть не получил должность вице-президента США.

## География
Ашберн расположен на средней высоте 90 м над уровнем моря. По данным на переписи 2010 года, статистически обособленная местность (CDP) имеет общую площадь 44,77 км², из которых 44,09 км² земли. Ашберн расположен между Вашингтонским аэропортом имени Даллеса и городом Лисберг.

## Демография
Бюро переписи населения США определяет Ашберн как статистически обособленную местность (англ. census-designated place, CDP). По данным переписи 2010 года здесь проживает 43 511 человек.
Многие жители Ашберна ездят на работу в Вашингтон или в ближайшие городки, такие как Тайсонс Корнер и Рестон. Средний доход семьи в 2009 году составил $100 719. Средний возраст в Ашберне составляет 31,6 года. Население Ашберна состоит на 49 % из мужчин и на 51 % из женщин. Общее количество домашних хозяйств равнялось 22 555, средний размер домохозяйства 2,9 человек. 98 % процентов жителей города имеют диплом о высшем образовании.
Домовладельцами являются 80 % населения Ашберна. Кроме того, 13 % население сдаёт помещения в аренду. Средняя стоимость жилья — $345,000.

## Экономика
Всемирный торговый центр Вашингтонского аэропорта имени Даллеса в настоящее время в стадии строительства и будет вторым Всемирным торговым центром страны.
В Ашберне находится научно-технологический корпус университета Джорджа Вашингтона. Также в городе расположен «Редскинз Парк» — тренировочная база для команды «Вашингтон Редскинз» из Национальной футбольной лиги. В Ашберне находится основной дата-центр Фонда Викимедиа.

## Государственные структуры
В Ашберне работает отделение почтовой службы США, и действует авиационный отдел Национального совета по безопасности на транспорте.

## Образование и СМИ
Университет Джорджа Вашингтона и университет Страйера имеют свои корпусы в Ашберне. В декабре 2009 года было объявлено, что университет Джорджа Мейсона также планирует создать корпус в городе
В Ашберне продаются газеты Leesburg Today и Loundoun Times-Mirror.